# Maël-Carhaix
Maël-Carhaix är en kommun i departementet Côtes-d'Armor i regionen Bretagne i nordvästra Frankrike. Kommunen ligger i kantonen Maël-Carhaix som tillhör arrondissementet Guingamp. År 2022 hade Maël-Carhaix 1 455 invånare.

## Befolkningsutveckling
Antalet invånare i kommunen Maël-Carhaix
Referens:INSEE